# Xutixtiox

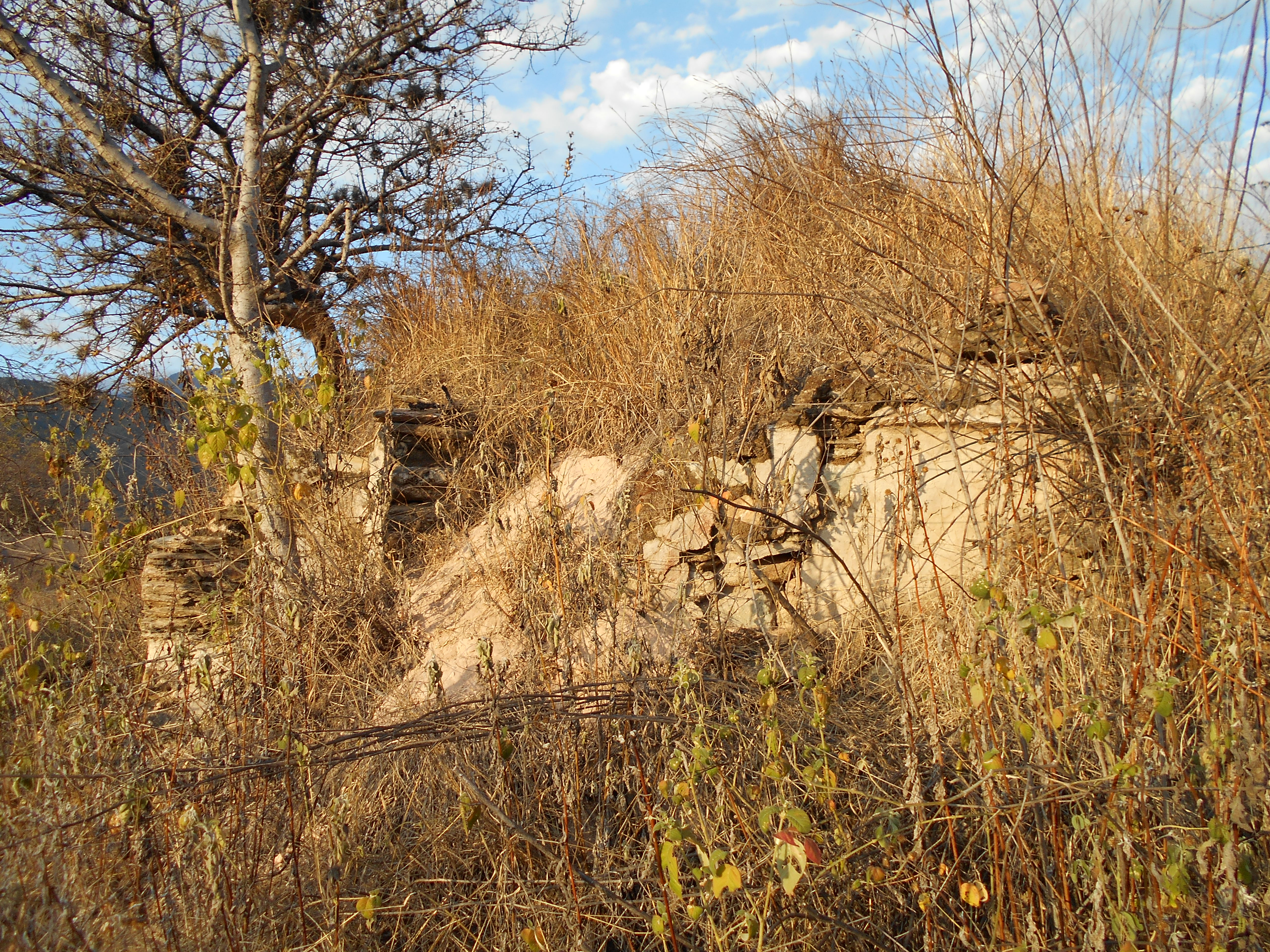
Arquitectura expuesta en Xutixtiox

Xutixtiox (alternativamente deletreado Chutixtiox, o Chu'Taxtyoox  en el idioma sacapulteco) es un sitio arqueológico de la antigua civilización maya, cerca de Sacapulas, en el departamento de Quiché de la Guatemala moderna.
A. Ledyard Smith excavó el sitio en el siglo XX . La evidencia cerámica excavada en el sitio sugiere una relación cercana con Q'umarkaj, la ciudad capital de los mayas quichés.

## Ubicación
El sitio se encuentra en un cerro alto en un área más tarde dominada por los mayas quichés. El cerro domina un valle agrícola del Río Negro. El sitio era fuertemente fortificado y puede haber sido un poblamiento de los quichés de la época posclásica, quienes lo utilizaban para controlar el valle. Xutixtiox se localiza 3 kilómetros (1.9 mi) al oeste del sitio contemporáneo de Tuja.

## Descripción de sitio

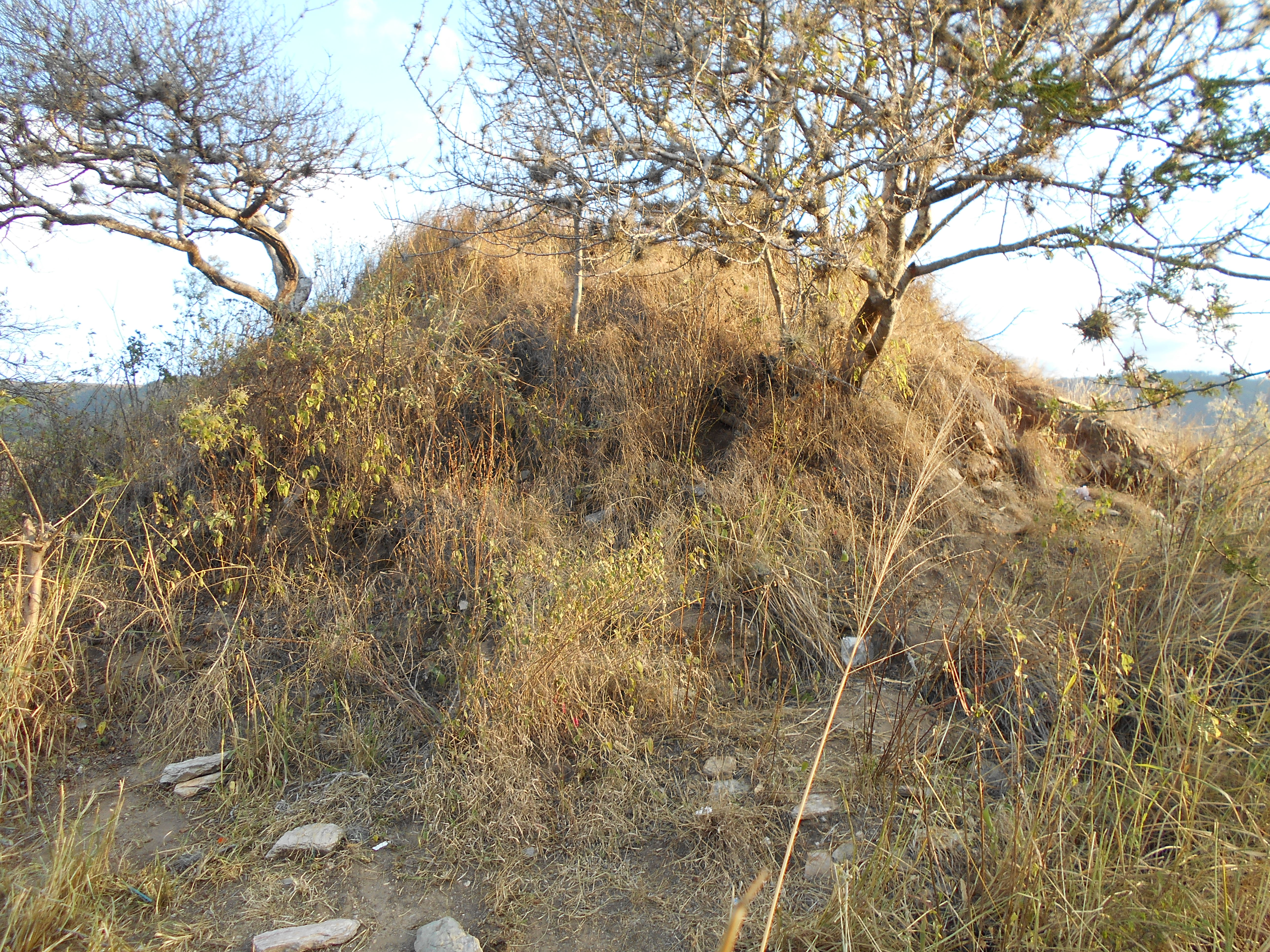
La pirámide radial en la plaza principal

A. Ledyard Smith emprendió la exploración arqueológica más temprana de Xutixtiox en 1955. El sitio cubre aproximadamente 2 hectáreas (220,000 sq ft) y contiene aproximadamente 30 estructuras, con aproximadamente la mitad de estos agrupados alrededor de la plaza principal.
La mayoría de las estructuras en el sitio están alineadas con las direcciones cardinales. Las estructuras largas en el sitio tienen arcos falsos, una forma arquitectónica derivada de las tierras bajas mayas.
La plaza principal del sitio tiene una pirámide radial con una escalera en cada lado; mide 6.8 metros (22 ft) altos. Dos complejos arquitectónicos aproximadamente simétricos flanquean la pirámide en los lados del norte y del sur de la plaza. Conisten en una estructura larga de tipo casa-de-consejo y un adoratorio más pequeño que se encuentra entre el extremo oriental de cada palacio y el templo radial. Una de las estructuras largas mide 22 por 5 metros (72 por 16 ft), construido en una plataforma basal que mide 32 por 12 metros (105 por 39 ft).
Una plaza secundaria tenía una sola estructura larga y un altar acompañante. La estructura larga teníaun anillo sobresaliente de yeso que medía 5 centímetros (2.0 en) de alto, y 1 metro (3.3 ft) de ancho.

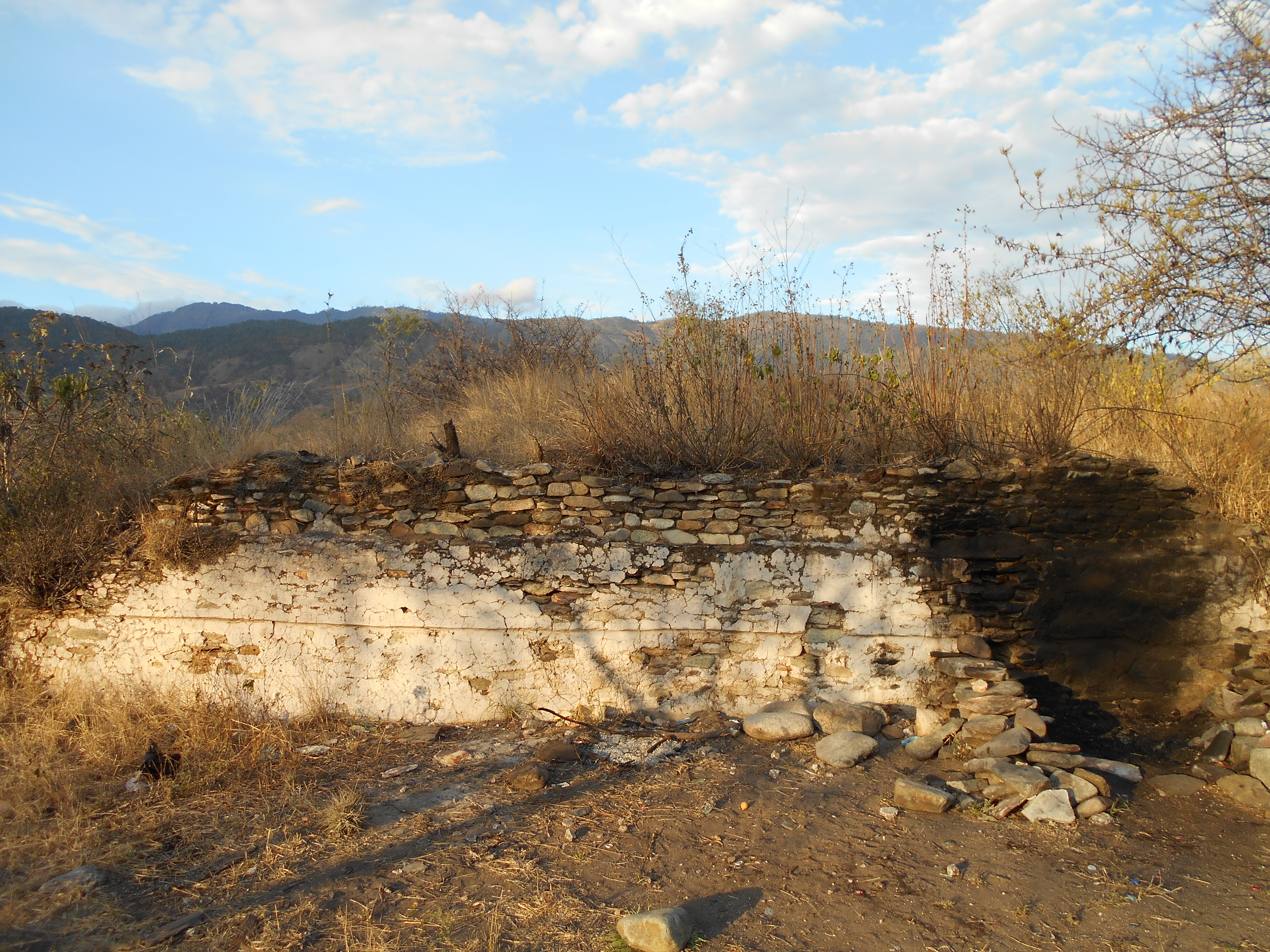
Estructura larga, con revistimiento de estuco

El juego de pelota mide 35 metros (115 ft) a lo largo de su eje principal y está alineado 15–17° fuera de la línea norte-sur. Se encuentra al lado de la plaza, en una terraza inferior.
Estructura 10 tenía una tumba revistida con piedra, de forma rectangular, con su entrada sellada con una losa de piedra. Estructura 12 era un adoratorio pequeño con entradas en los cuatro lados. Durante excavaciones, descubrieron una escultura bien preservada de un jaguar en posición agachada en la base de la escalinata de la Estructura 3, una de las estructuras largas, y encontraron una escultura de estuco de un jaguar de tamaño natural enterrada con el difunto en una tumba debajo de otra de las estructuras largas.